# Giordano Cottur
Giordano Cottur (Trieste, 24 maggio 1914 – Trieste, 8 marzo 2006) è stato un ciclista su strada e dirigente sportivo italiano.
Professionista dal 1938 al 1950, concluse tre volte terzo al Giro d'Italia, vincendo anche cinque tappe della corsa.

## Carriera
Ottimo scalatore, tra i dilettanti fu attivo con il Dopolavoro Ferroviario di Trieste, vincendo tra le altre due edizioni della Bassano-Monte Grappa e una Biella-Santuario di Oropa, entrambe prove in salita.
Professionista dal 1938 con i colori della padovana Lygie, vestì in seguito le maglie della milanese Viscontea e della bassanese Wilier Triestina. Nella massima categoria si distinse soprattutto grazie ai risultati al Giro d'Italia, manifestazione cui prese parte per sette volte e che concluse per tre volte, nel 1940, nel 1947 e nel 1948, al terzo posto della classifica generale; vinse inoltre cinque tappe della corsa, nelle edizioni 1938, 1939, 1946, 1947 e 1948, e indossò la maglia rosa per quattordici giorni complessivi, nove nell'edizione 1948 e cinque nel 1949.
Al Giro d'Italia il suo nome è legato anche alla "tappa conquistata" nella sua città, Trieste, nell'edizione 1946. In quell'edizione la Corsa Rosa faceva tappa nella città giuliana, per riabbracciarla, dato che era oggetto di aspre contese con la Jugoslavia di Tito. I ciclisti vennero accolti a circa trenta chilometri dalla città (all'altezza di San Canzian d'Isonzo) da un folto gruppo di contestatori che lanciarono pietre sul gruppo. Gli organizzatori decisero per l'annullamento della tappa, ma alcune pressioni politiche spinsero a mantenere l'arrivo a Trieste. Si decise allora di far arrivare una delegazione di ciclisti con in testa proprio Cottur, che per primo tagliò il traguardo.
In carriera Cottur disputò anche tre Tour de France, ottenendo come miglior risultato un ottavo posto finale nel 1947. Per quanto concerne le corse di un giorno, vinse il Giro dell'Umbria 1939 e si piazzò secondo al Giro del Lazio 1939, quarto alla Milano-Sanremo 1942 e terzo al Giro del Lazio 1947. Concluse la carriera nel 1950.

## Dopo il ritiro
Dopo il ritiro dalle corse fu direttore sportivo di alcune formazioni professionistiche, tra cui per due stagioni la "sua" Wilier Triestina e per quattro la Bottecchia. Nel 1956 fondò a Trieste, assieme a un gruppo di appassionati ciclisti triestini, una Società ciclistica a suo nome (la S.C. Cottur); la società, da lui retta fino al 2006, anno della morte, è ancora attiva.
Nel 2009 è stata pubblicata una biografia su di lui, avente titolo Giordano Cottur - Il padre il figlio e la bicicletta. È a lui intitolata una pista ciclabile a Trieste, che parte dal quartiere di San Giacomo e conduce fino oltre al confine con la Slovenia, che ricalca in parte il percorso della ex-ferrovia Trieste-Erpelle utilizzata dai tempi del dominio asburgico fino ai primi anni 50 sul territorio.

## Palmarès
- 1933 (dilettanti)

Trofeo Zamberlan - Trieste-Postumia
- 1934 (dilettanti)

Coppa Zamberlan-Coppa San Giusto
- 1935 (dilettanti)

Bassano-Monte Grappa
Campionato italiano ferrovieri
- 1936 (dilettanti)

Bassano-Monte Grappa
- 1937 (dilettanti)

Biella-Santuario di Oropa
Trofeo della Vittoria - Trieste
- 1938 (Lygie, due vittorie)

Trieste-Postumia-Trieste
9ª tappa Giro d'Italia (Napoli > Lanciano)
- 1939 (Lygie, due vittorie)

14ª tappa Giro d'Italia (Venezia > Trieste)
Giro dell'Umbria
- 1945 (Wilier Triestina, una vittoria)

Trieste-Opicina
- 1946 (Wilier Triestina, una vittoria)

1ª tappa Giro d'Italia (Milano > Torino)
- 1947 (Wilier Triestina, una vittoria)

7ª tappa Giro d'Italia (Firenze > Perugia)
- 1948 (Wilier Triestina, una vittoria)

1ª tappa Giro d'Italia (Milano > Torino)

### Altri successi
- 1943 (individuale)

Circuito dell'Impero - Roma

## Piazzamenti

### Grandi Giri
- Giro d'Italia

1938: 33º
1939: 7º
1940: 3º
1946: 8º
1947: ritirato (14ª tappa)
1948: 3º
1949: 3º
- Tour de France

1938: 25º
1947: 8º
1948: ritirato (14ª tappa)

### Classiche monumento
- Milano-Sanremo

1938: 34º
1940: ritirato
1941: 6º
1942: 4º
1943: 27º
1946: 20º
1947: 10º
1948: 7º
1949: 26º
- Giro di Lombardia

1938: 25º
1939: 14º
1940: 16º
1941: 14º
1946: 28º
1947: 15º
1948: 18º
1949: 42º

### Competizioni mondiali
- Campionati del mondo

Copenaghen 1937 - In linea Dilettanti: 9º

## Filmografia
Cottur compare - insieme ad altri campioni dell'epoca - come cameo (nel ruolo di sé stesso) nel film Totò al Giro d'Italia del 1948.